# Kunststeen (bouwmateriaal)
Kunststeen zijn alle op kunstmatige gemaakte steenachtige materialen of bouwmaterialen zoals daar onder andere zijn: kalkzandsteen, betonsteen, baksteen en betontegels.
Sommige kunststenen zijn samengesteld uit verschillende, al dan niet natuurlijke, materialen. Van hetzelfde materiaal kunnen overigens vaak ook dakpannen, golfplaten, buizen, ornamenten en soortgelijke bouwmaterialen worden vervaardigd.

## Geschiedenis
De geschiedenis van de kunststeen gaat terug tot 1602, toen er door ene Sailly uit Calais melding werd gemaakt van briqueteurs, oftewel briketten van steenachtige materialen. Verdere meldingen (1611) betreffen de verlening van een octrooi aan John Edrington, Tomas Michaelfield en Josephe Skelton, om kunststeen te maken van klei, waarbij de ware aard van deze kunststeen niet bekend is. Pas in de 18e eeuw werden op enige schaal proefnemingen verricht, met name in Engeland, waarbij men met mortels experimenteerde teneinde tot kunststenen te komen. Dit onderzoek vormde de basis voor de industriële vervaardiging van kunststeen in de 19e eeuw.
Tot de eerste vormen van kunststeen behoorde oliemastiek, bestaande uit zilverzand, krijt, goudglid en lijnolie. Dit werd reeds in 1840 en eerder toegepast. In 1844 volgde de Ransome kunstzandsteen, vervaardigd uit zilverzand, kalksteenpoeder en kiezelzuur waaraan natronloog was toegevoegd. Portlandcement werd hierbij als bindmiddel gebruikt.

## Soorten kunststeen
Tot de meest voorkomende kunststeen wordt gerekend:
- Baksteen
- Drijfsteen (vanaf ongeveer 1840)
- Betonsteen (in Nederland vervaardigd vanaf ongeveer 1869)
- Cementtegels (vanaf ongeveer 1836)
- Houtgraniet
- Kalkzandsteen (in Nederland vervaardigd vanaf 1898)
- Cellenbeton of gasbeton (vanaf ongeveer 1928)
- Gipsblokken (vanaf ongeveer 1873)
- Terrazzo